# Обратной дороги нет (Остаться в живых)
«Обратной дороги нет» (англ. Whatever Happened, Happened) — одиннадцатая серия пятого сезона и девяносто седьмая серия в общем счёте телесериала «Остаться в живых».
Центральный персонаж серии — Кейт Остин.

## Сюжет
Воспоминания
Кейт несёт младенца Аарона к двери дома Кэссиди Филлипс. Кэссиди вспоминает Кейт и говорит, что читала про неё в газетах. Кейт рассказывает Кэссиди про Остров и про то, что просьба Сойера — позаботиться о его дочери Клементине. Кейт вручает конверт денег Кэссиди и говорит с нею о Сойере. Кэссиди говорит, что Сойер был трусом и спрыгнул с вертолёта только потому, что боялся отношений с Кейт. Она спрашивает, является ли Аарон сыном Сойера, а потом догадывается, что Кейт не мать малышу.
Три года спустя, во время событий серии «Остров смерти», Кейт покидает пристань, на которой встретилась с Беном и остальными и отправляется домой, остановившись в продуктовом магазине, чтобы купить молока сыну. В магазине, когда у неё зазвонил телефон, она отвлеклась, и Аарон пропал. Кейт в панике начинает бегать по магазину, спрашивая о ребёнке у окружающих. Недалеко от касс она видит Аарона, идущего с женщиной, которая сзади похожа на Клер. Вместе с сыном она решает поехать к Кэссиди.
Клементина открывает дверь, приветствуя её как «тётушку Кейт». Кейт рассказывает подруге о случившемся и говорит о том, что почему-то чувствовала, что Аарона могут забрать. Кэссиди предполагает, что Кейт боится, что Аарона заберут у неё, потому что она в своё время забрала его. Также Кэссиди говорит, что Кейт оставила ребёнка себе, чтобы излечить своё разбитое сердце после того, как Сойер бросил её, прыгнув с вертолёта.
Кейт решает исправить ошибки прошлого и отправляется в отель, где видела Кэрол Литтлтон — мать Клер. Она приходит к ней в номер и рассказывает, что Аарон, которого упоминал Джек в разговоре с ней несколько дней назад, является её внуком. Кейт рассказывает правду об Острове и том, что Клэр на самом деле пережила авиакатастрофу и родила сына. Кейт объяснила, что забрала себе малыша, потому что хотела защитить его, зная о том, что Клер планировала отдать ребёнка на усыновление. Она также добавляет, что и сама нуждалась в Аароне. Кейт говорит Кэрол, что она зарегистрировалась в этом отеле и что Аарон спит в соседней комнате. Кейт добавляет, что она сказала Аарону, что она оставляет его с его бабушкой, в то время как сама временно уедет. Она уточняет, что хочет отправиться на Остров, чтобы найти Клер. Кейт заходит в свой номер, чтобы попрощаться с Аароном, и уезжает.
1977 год
Джин приходит в сознание после удара Саида в джунглях. Фил вызывает его по рации, чтобы уведомить об опасности. Джин рассказал ему, что противник атаковал его и направился на север. После чего он увидел раненого Бена и, удостоверившись, что мальчик ещё живой, переложил его в фургон и отправился к баракам.
В Бараках Гораций информирует собравшийся персонал ДХАРМЫ о бегстве заключённого. Тогда Джек выходит вперёд, чтобы задать вопросы, Гораций смотрит на него подозрительно и заявляет, что у заключённого, должно быть, была помощь от «одного из нас», так как никто из Других не был замечен пересекающим забор. Позже Роджер Лайнус приближается к Кейт и просит её помочь, с лебёдкой, чтобы переместить сожжённый фургон ДХАРМЫ. У Роджера и Кейт завязался разговор. Тут в бараки приезжает Джин, и поскольку он несёт Бена, чтобы получить помощь, Роджер видит своего раненого сына и бежит за ними.
В то время, когда Сойер исследует мониторы безопасности, Кейт подходит к нему, чтобы спросить, что случилось с Беном. Подозрительный Гораций прибывает и обнаруживает их разговор. Гораций находит ключи уборщика все ещё в замке. Он заявляет, что есть только три человека с этими видами ключей, включая Роджера и вновь прибывшего Джека. Видя, что события неконтролируемые, Сойер приказывает, чтобы Майлз держал Джека, Кейт и Хёрли в доме, и не спускал с них глаз. Сойер приближается к Роджеру, чтобы попросить его ключи. Роджер не находит ключи, и говорит, что, скорее всего, он оставил их дома.
Джульет пытается спасти Бена, но не может остановить кровотечение. В доме Херли и Маилз пытаются выяснить последствия стрельбы в Бена и путешествия во времени. Сойер пытается просить помощи от Джека, но он отказывается и говорит Кейт, что он уже спас Бена однажды, и он сделал это для неё. Джек утверждает, что он теперь доверяет Острову. Кейт отмечает, что ей не нравится новый Джек, но Джек напоминает ей, что ей не нравился и старый Джек.
Кейт приходит в больницу и сдаёт донорскую кровь, чтобы поддержать молодого Бена. Поскольку Кейт и Роджер сидят вместе у кровати Бена, он признаёт, что он, возможно, не был «самым великим отцом в мире», так как Бен украл ключи из-за него.
В доме Хёрли пытается понять оставшиеся без ответа вопросы о путешествии во времени. Майлз объясняют ему, что они находятся в своём настоящем, в то время как все остальные находятся в их прошлом. Хьюго задаётся вопросом, почему в будущем, Бен не мог помнить, что Саид, парень, который замучил его в будущем, является тем же самым парнем, который стрелял в него в его прошлом. У Майлза не нашлось никакого ответа.
Джульет в состоянии стабилизировать Бена, но не может излечить его. Джульет говорит Кейт, что Другие могут быть в состоянии спасти его жизнь. Она тайно помогает Кейт загрузить Бена в фургон, и Кейт едет к Звуковому ограждению. Сойер догоняет её и помогает ей вместо того, чтобы остановить её. Он говорит, что он делает это для Джульет — потому что Джульет чувствует, что неправильно позволить ребёнку умирать. Несмотря на то, кем станет этот ребёнок.
Джульет врывается в дом, просит уйти Херли и Майлза, и встречает Джека на выходе из душа. Она спрашивает, почему он возвратился и почему он отказался помочь Бену. Джек отвечает, что ещё не знает, почему он возвратился.
Кейт и Сойер несут Бена по территории Других. По ходу она говорит ему о Кэссиди и Клементине. Они обсуждают свои отношения, и Сойер говорит, что отношения между ним и Кейт не продлились бы долго. Он говорит, что он вырос за прошедшие три года. Тут группа Других окружает их, и Сойер требует встречи с Ричардом Алпертом.
Другие сопровождают Сойера и Кейт в джунгли, их встречает Ричард. Ричард узнаёт Сойера, но спрашивает, кто это вместе с ним. Сойер утверждает, что Кейт с ним, Ричард спрашивает, является ли мальчик Бенджамином Лайнусом. Сойер спрашивает, встречались ли Ричард и Бен, Ричард не отвечает на вопрос. Ричард объясняет, что если он возьмёт Бена, он не будет помнить ничего из этого, потеряет свою невиновность, и «всегда будет одним из нас». Кое-кто из других пытаются остановить Ричарда от попытки взять Бена, говоря, что Элли и Чарльз не обрадуются, но Ричард утверждает, что он не подчиняется им. После того, как Кейт передаёт Бена, Ричард несёт его через джунгли. Он приближается к стене храма и, оттолкнув массивную дверь, исчезает в темноте с Беном на руках.
2007 год
Бенджамин Лайнус приходит в себя в комнате, где лежат пострадавшие в авиакатастрофе, и с удивлением видит сидящего возле него живого Джона Локка. Локк говорит: «Здравствуй, Бен. Добро пожаловать в мир живых».